# Замок приключений
«Замок приключений» ―  популярная детская книга английской писательницы Энид Блайтон, которая впервые вышла в свет в 1946 году. Это вторая книга из серии «Приключения» . Первое издание книги иллюстрировал Стюарт Тресилиан.

## Сюжет
Джек, Люси, Дина и Филип пытаются выяснить, что стоит за странными событиями в разрушенном замке недалеко от Весеннего коттеджа в Шотландии, где они отдыхают с Диной и матерью Филиппа, тетей Элли. Четверо юношей подружились с Тасси, загадочной цыганкой, живущей в лесу со своей матерью. Вместе с другим персонажем книги, Биллом Каннингемом, детям удается разоблачить группу шпионов во главе с угрожающим Шрамом-Неком, которые работают против армии их страны.

## Экранизация
На основе этой книги в 1989 году был снят одноимённый телевизионный сериал. Состоял из 8 получасовых серий и впервые был продемонстрирован с 19 апреля по 7 июня 1990 года на канале CITV. В телесериале снимались Сьюзен Джордж, Гарет Хант и Брайан Блессед. Детей сыграли Рози Марсель, Ричард Хэнсон, Хьюго Гатри, Бетани Гринвуд и Эйлин Хоукс. Сценарий к фильму написали Лайонел Огастес и Эдвард Фрэнсис, который был ещё и продюсером всех серий. Терри Марсель, отец Рози был директором. Сюжет сериала во многом повторял сюжет романа.